# Georgios Vagiannidis
Georgios Vagiannidis (Atenas, 12 de septiembre de 2001) es un futbolista griego que juega en la demarcación de defensa para el Sporting C. P. de la Primeira Liga.

## Selección nacional
Tras jugar en las categorías inferiores de la selección, finalmente el 7 de septiembre de 2024 hizo su debut con la selección de Grecia en un partido de la Liga de Naciones de la UEFA 2024-25 contra Finlandia que finalizó con un resultado de 3-0 a favor del combinado griego tras un doblete de Fotis Ioannidis y un autogol de Benjamin Källman.

## Clubes
| Club                       | País     | Año       | Partidos | Goles |
| -------------------------- | -------- | --------- | -------- | ----- |
| Panathinaikos F. C.        | Grecia   | 2019-2020 | 2        | 1     |
| Inter de Milán             | Italia   | 2020      | 0        | 0     |
| Sint-Truidense VV (cedido) | Bélgica  | 2020-2021 | 2        | 0     |
| Panathinaikos B            | Grecia   | 2021-2022 | 13       | 0     |
| Panathinaikos F. C.        | Grecia   | 2021-2025 | 103      | 3     |
| Sporting C. P.             | Portugal | 2025-     |          |       |

## Palmarés

### Títulos nacionales
| Título         | Club                | País   | Año  |
| -------------- | ------------------- | ------ | ---- |
| Copa de Grecia | Panathinaikos F. C. | Grecia | 2022 |
| Copa de Grecia | Panathinaikos F. C. | Grecia | 2024 |